# Kiképzés (film)
A Kiképzés (Training Day) egy 2001-ben bemutatott amerikai bűnügyi film, melyet David Ayer forgatókönyve alapján Antoine Fuqua rendezett, Denzel Washington és Ethan Hawke főszereplésével.
Denzel Washington alakításával elnyerte a legjobb férfi főszereplőnek járó Oscar-díjat.
A film bemutatására Amerikában 2001. október 5-én került sor, míg Magyarországon 2002. március 7-én mutatták be.

## Történet
|  | Alább a cselekmény részletei következnek! |

A történet Los Angelesben játszódik. Alonzo Harris (Denzel Washington) a kábítószer-osztály nyomozója, aki Jake Hoyt (Ethan Hawke) újoncot kapja társul, akit szárnyai alá kell vennie. Jake nagy lelkesedéssel veti bele magát a munkába Harris oldalán. Első közös napjukon kisstílű drogosokat kapnak el, összeesküvést lepleznek le, és még egy gyilkosságba is belekeverednek. Ahogy Jake egyre jobban megismeri Alonzo módszereit, rájön, hogy Harris egy korrupt zsaru, aki megtanulta, hogy "Farkassá kell lenned, ha farkasokkal akarsz küzdeni". A törvények kívülieket a törvényen kívül akarja legyőzni. De Jake nem tud azonosulni Harris nézeteivel és módszereivel, azon gondolkodik, hogy mi ennek az ára. Hol a határ, ha egyszer valaki elkezdi a szabályokat "tágítani"? Harris és Jake viszonya egyre feszültebbé válik az idő előrehaladtával. Ám nem biztos, hogy végül nem fordulnak egymás ellen…

## Produkció
A forgatókönyvíró David Ayer Los Angelesben nőtt fel, annak is a legkeményebb részén. Sokat tanakodott, hogy egy olyan történet, melyben egy zsaru, letér a "jó" útról, vajon tetszik-e a közönségnek. Los Angeles legkeményebb negyedét járta, beszélgetett a helyiekkel, szemlélte az eseményeket.
Antoine Fuqua szeretett volna valódi helyszíneken forgatni és helyi szereplőkkel játszani. Éreztetni akarta a nézőkkel, hogy az események hozzá tartoznak egyes emberek mindennapjaihoz. Azzal segítette színészeit, hogy Los Angeles legsötétebb negyedeibe vitte el őket és gengszterekkel valamint kábítószer kereskedőkkel beszélgettek. Denzel Washington Alonzo karakterét karizmatikus alakká akarta formálni, akit érdekel a saját sorsának alakulása, de már maga sem látja a különbséget jó és rossz között. személyisége, durvulása, korruptsága módszereiről szerzett tapasztalatai segítette.

## Szereplők
| Karakter               | Színész                | Szinkronhang        |
| ---------------------- | ---------------------- | ------------------- |
| Alonzo Harris nyomozó  | Denzel Washington      | Kálid Artúr         |
| Jake Hoyt              | Ethan Hawke            | Kaszás Gergő        |
| Roger                  | Scott Glenn            | Reviczky Gábor      |
| Stan Gursky            | Tom Berenger           | Sörös Sándor        |
| Doug Rosselli          | Harris Yulin           | Barbinek Péter      |
| Lou Jacobs             | Raymond J. Barry       | Tarján Péter        |
| Smiley                 | Cliff Curtis           | Ganxsta Zolee       |
| Paul                   | Dr. Dre                | Breyer Zoltán       |
| Blue                   | Snoop Dogg             | Dévai Balázs        |
| Sandman felesége       | Macy Gray              | Bach Szilvia        |
| Lisa                   | Charlotte Ayanna       | Solecki Janka       |
| Sara                   | Eva Mendes             | Németh Borbála      |
| Tim                    | Nick Chinlund          | Schneider Zoltán    |
| Mark                   | Jaime Gomez            | Vári Attila         |
| Sniper                 | Raymond Cruz           | Kálloy Molnár Péter |
| Moreno                 | Noel Gugliemi          | Szabó Győző         |
| Letty                  | Samantha Esteban       |                     |
| Alonzo fia             | Kyjel N. Jolly         |                     |
| Egyetemista vezető     | Fran Kranz             |                     |
| Parókaárus             | Princera Lee           | Illyés Mari         |
| Dreamer                | Seidy Lopez            | Agócs Judit         |
| Egyetemista utas, lány | Sarah Danielle Madison |                     |
| Bone                   | Cle Shaheed Sloan      | Holl Nándor         |
| Drogos                 | Garland Whitt          | Dózsa Zoltán        |
| Drogos                 | Will Stewart           | Sótonyi Gábor       |
| Egyetemista utas, fiú  | Brett Sorenson         |                     |
| Jeff                   | Peter Greene           | Fazekas István      |
| Bob (hangja)           |                        | Beratin Gábor       |

## Filmzene
A film zenéjében olyan dalok szerepelnek, amelyeket kifejezetten e film kedvéért írt Dr. Dre, Xzibit, Cypress Hill, Nelly és Snoop Dogg.
- C-Murder
- Golden State Warriors Bounce With Golden State
- Trick Daddy Watch The Police
- Bowie This Is Not America

## Díjak és jelölések
(Elnyert díjak félkövérrel jelölve)
- Denzel Washington:
  - 2002 – Oscar-díj, a legjobb férfi főszereplő
  - 2002 – AFI-díj, az év férfi színésze
  - 2002 – Black Reel-díj, a legjobb színész
  - 2002 – Image-díj, a legjobb színész
  - 2002 – Kansas City filmkritikusok, a legjobb színész
  - 2002 – MTV Movie-díj, a legjobb gonosz
  - 2001 – Bostoni filmkritikusok, a legjobb színész
  - 2001 – Los Angelesi filmkritikusok, a legjobb színész
  - 2002 – Golden Globe-díj, a legjobb drámai színész jelölés
  - 2002 – Chicagói filmkritikusok, a legjobb színész jelölés
  - 2002 – MTV Movie-díj, a legjobb beszólás jelölés
  - 2002 – Online filmkritikusok, a legjobb színész jelölés
  - 2002 – Satellite-díj, a legjobb színész jelölés
  - 2002 – Filmszínészek Egyesülete, a legjobb színész jelölés
- Ethan Hawke:
  - 2002 – Oscar-díj, a legjobb férfi mellékszereplő jelölés
  - 2002 – Filmszínészek Egyesülete, a legjobb férfi mellékszereplő jelölés
- Film:
  - 2002 – Black Reel-díj, a legjobb film
  - 2002 – Image-díj, a legjobb film jelölés
- Nelly:
  - 2002 – ASCAP Film és Televízió Zene-díj, a legjobb dal
  - 2002 – Black Reel-díj, a legjobb dal
- Ken Diaz, Jay Wejebe:
  - 2002 – ALMA-díj, a legjobb film
- Brian Marchleit, Robert Powell:
  - 2002 – World Stunt-díj, Taurus jelölés
- Antoine Fuqua:
  - 2002 – Black Reel-díj, a legjobb rendező
- Snoop Dogg:
  - 2002 – MTV Movie-díj, a legjobb dal
- Mark Mancina:
  - 2002 – BMI Film és TV-díj, BMI Film Dal díj
- Waiel Yaghnam:
  - 2002 – ASCAP Film és Televízió Zene-díj – a legjobb dal
- Eva Mendes:
  - 2002 – ALMA-díj, a legjobb női mellékszereplő